# شفیلد، تاسمانیا
شفیلد (به انگلیسی: Sheffield) یک شهرک در استرالیا است که در تاسمانی واقع شده‌است.